# Patch (Unix)

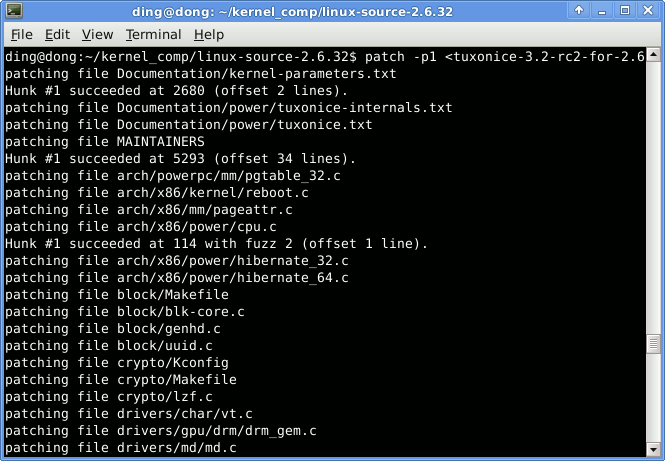

Das Kommandozeilenprogramm patch wird vor allem in der Programmierung eingesetzt, um Verbesserungen am Quelltext eines Softwareprojekts anderen Entwicklern zur Verfügung zu stellen. Dabei werden nur die Veränderungen im Quelltext durch einen Software-Patch im Vergleich zu einer älteren Version der entsprechenden Datei benutzt: So kann z. B. ein Programmierer die Ausgabe des diff-Programms einem anderen übermitteln, und dieser benutzt dann die Daten als Eingabe für patch.

## Hintergrund
Die erste Implementierung wurde von Larry Wall geschrieben und lief auf Unix-artigen Betriebssystemen. Inzwischen wurde es auf zahlreiche Plattformen portiert und ist Teil des POSIX-Standards und der meisten IDEs. Das Programm kann viele verschiedene Formate von Patches anwenden und ist zu einem populären Weg geworden, unter Entwicklern Änderungen an einem Programm untereinander auszutauschen. patch wurde besonders populär innerhalb der Freie-Software-Gemeinschaft, weil es Entwicklern erlaubt, zu einem Projekt schnell und einfach beizutragen, ohne Schreibzugriff zur Versionsverwaltung des Projektes zu haben.

## Anwendung
Um einen Patch anzuwenden, genügt dieser Befehl:
```
 $ patch -p1 < bearbeitungen.diff
```

Dieser Befehl bringt patch dazu, die Änderungen der Dateien, die in dem Patch bearbeitungen.diff angegeben sind, anzuwenden und die erste Verzeichniskomponente des Pfades zu den Dateien zu überspringen. Patches werden oft so erstellt, dass das Hauptverzeichnis des Quellcode-Baumes in dem Patch enthalten ist. Sollen die Dateien aber von innerhalb des Hauptverzeichnisses gepatcht werden, muss patch der Parameter -p0 übergeben werden.
Mit dem Parameter -R kann man Änderungen eines einmal angewendeten Patches zurücknehmen.

## Interoperabilität mit Windows
Bei Verwendung von Patches, die auf einer Windows-Maschine erzeugt wurden, ist es bisweilen notwendig, das CR/LF-Problem zu behandeln, damit der Patch anwendbar wird. Dies geschieht beispielsweise durch
```
 $ sed -e '/^Index:/ {N;N;N;s/\r//g}' bearbeitungen_unter_Windows.diff | patch -p1
```